# Europese kampioenschappen schaatsen afstanden 2022 - 1000 meter mannen
De 1000 meter mannen op de Europese kampioenschappen schaatsen 2022 werd verreden op vrijdag 7 januari 2022 in ijsstadion Thialf in Heerenveen.
Titelverdediger Pavel Koelizjnikov ontbrak, hij werd opgevolgd door Thomas Krol die een volledig Nederlands podium aanvoerde.

## Uitslag
| #      | Schaatser                   | Land                | Tijd    |
| ------ | --------------------------- | ------------------- | ------- |
| Goud   | Thomas Krol                 | Nederland           | 1.07,77 |
| Zilver | Kjeld Nuis                  | Nederland           | 1.07,86 |
| Brons  | Kai Verbij                  | Nederland           | 1.07,94 |
| 4      | Cornelius Kersten           | Verenigd Koninkrijk | 1.08,48 |
| 5      | Joel Dufter                 | Duitsland           | 1.08,69 |
| 6      | Piotr Michalski             | Polen               | 1.08,73 |
| 7      | Ihnat Halavatsjoek          | Wit-Rusland         | 1.08,75 |
| 8      | Håvard Holmefjord Lorentzen | Noorwegen           | 1.08,89 |
| 9      | David Bosa                  | Italië              | 1.09,22 |
| 10     | Moritz Klein                | Duitsland           | 1.09,37 |
| 11     | Henrik Fagerli Rukke        | Noorwegen           | 1.09,47 |
| 12     | Nico Ihle                   | Duitsland           | 1.09,50 |
| 13     | Bjørn Magnussen             | Noorwegen           | 1.09,57 |
| 14     | Damian Żurek                | Polen               | 1.09,66 |
| 15     | Mathias Vosté               | België              | 1.09,69 |
| 16     | Viktor Rudenko              | Wit-Rusland         | 1.10,27 |
| 17     | Mirko Nenzi                 | Italië              | 1.10,53 |
| 18     | Artur Nogal                 | Polen               | 1.11,03 |
| 19     | Jeffrey Rosanelli           | Italië              | 1.11,13 |
| 20     | Konrád Nagy                 | Hongarije           | 1.11,85 |